# Pero ancetaria
Pero ancetaria är en fjärilsart som beskrevs av Achille Guenée 1858. Pero ancetaria ingår i släktet Pero och familjen mätare. Inga underarter finns listade i Catalogue of Life.

## Bildgalleri

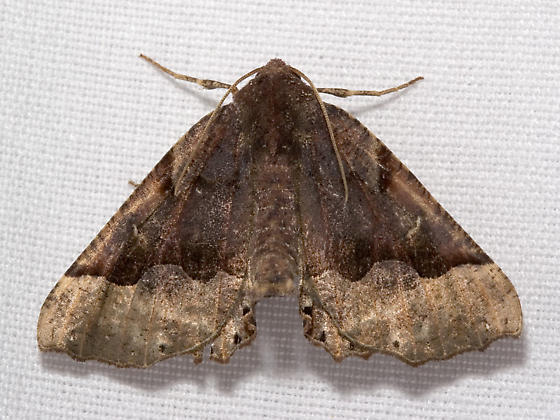